# Ommestrup
Ommestrup er en lille landsby på Djursland, beliggende i Mørke Sogn ca. en kilometer syd for Mørke. Landsbyen ligger i Syddjurs Kommune og tilhører Region Midtjylland.
Stedet omtales første gang år 1430 som "Ommestorp". Landsbyen har tidligere haft både skole og højskole, samt to teglværker. Alt erhverv og uddannelsesinstitutioner er dog for længst lukkede.
|  | Denne artikel om lokaliteten Ommestrup kan blive bedre, hvis der indsættes et (bedre) billede. Du kan hjælpe ved at afsøge Wikimedia Commons for et passende billede eller lægge et op på Wikimedia Commons med en af de tilladte licenser og indsætte det i artiklen. |

56°19′35″N 10°23′45″Ø / 56.32639°N 10.39583°Ø